# William Henry Young
William Henry Young FRS (Londres, 20 de octubre de 1863 - Lausana, 7 de julio de 1942) fue un matemático inglés.  Young se educó en la City of London School y en Peterhouse, Cambridge. Trabajó en teoría de la medida, series de Fourier y cálculo diferencial, entre otros campos, y realizó contribuciones al estudio de funciones de varias variables complejas. Fue el esposo de Grace Chisholm Young, con quien fue autor o coautor de 214 artículos y 4 libros. Dos de sus hijos (Laurence Chisholm Young, Cecilia Rosalind Tanner) fueron también matemáticos profesionales. El teorema de Young recibe ese nombre en su honor.
En 1913 fue nombrado el primer Profesor Hardinge de Matemática Pura en la Universidad de Calcuta, cargo en el que permaneció de 1913 a 1917. También fue, a tiempo parcial, Profesor de Filosofía e Historia de las Matemáticas en la Universidad de Liverpool de 1913 a 1919.
Fue elegido miembro de la Sociedad Real el 2 de mayo de 1907 y sirvió como presidente del Sociedad Matemática de Londres de 1922 a 1924. En 1917  recibió la medalla De Morgan de dicha sociedad londinense y en 1928 la medalla Sylvester de la Sociedad Real.
Fue el presidente de la Unión Matemática Internacional de 1929 a 1936.

## Trabajos
- Young, William Henry (1910). The fundamental theorems of the differential calculus. Cambridge University Press.
- William Henry Young, Grace Chisholm Young (1905). The first book of geometry. J. M. Dent.
- William Henry Young & Grace Chisholm Young (1906) The Theory of Sets of Points, link from Internet Archive.